# Équipe de Tunisie de football en 2022
 (novembre 2022).
Si vous disposez d'ouvrages ou d'articles de référence ou si vous connaissez des sites web de qualité traitant du thème abordé ici, merci de compléter l'article en donnant les références utiles à sa vérifiabilité et en les liant à la section « Notes et références ».
L'équipe de Tunisie de football participe en 2022 à la Coupe d'Afrique des nations 2021, aux éliminatoires de la coupe du monde 2022 ainsi qu'à la compétition elle-même.

## Déroulement de la saison

### Maillot
Pour l'année 2022, l'équipementier de l'équipe, Kappa, lui confectionne un maillot spécifique.
| Couleurs | Blanc et rouge |                  |
| Marque   | Kappa          |                  |
| Domicile | Extérieur      | Gardien de but 1 |

### Matchs
| Date              | Stade, Lieu, Pays                                   | Adversaire         | Compititon       | Score | Buteurs tunisiens                         |
| ----------------- | --------------------------------------------------- | ------------------ | ---------------- | ----- | ----------------------------------------- |
| 12 janvier 2022   | Stade de Limbé, Limbé, Cameroun                     | Mali               | CAN 2021         | 0-1   | —                                         |
| 16 janvier 2022   | Stade de Limbé, Limbé, Cameroun                     | Mauritanie         | CAN 2021         | 4-0   | Mathlouthi 4e, Khazri 8e 64e, Jaziri 66e  |
| 20 janvier 2022   | Stade de Limbé, Limbé, Cameroun                     | Gambie             | CAN 2021         | 1-0   | —                                         |
| 23 janvier 2022   | Stade Roumdé Adjia, Garoua, Cameroun                | Nigeria            | CAN 2021         | 0-1   | Msakni 47e                                |
| 29 janvier 2022   | Stade Roumdé Adjia, Garoua, Cameroun                | Burkina Faso       | CAN 2021         | 1-0   | —                                         |
| 24 mars 2022      | Stade du 26-Mars, Bamako, Mali                      | Mali               | QCM 2022         | 0-1   | —                                         |
| 27 mars 2022      | Stade olympique de Radès, Radès, Tunisie            | Mali               | QCM 2022         | 0-0   | —                                         |
| 2 juin 2022       | Stade olympique de Radès, Radès, Tunisie            | Guinée équatoriale | QCAN 2023        | 4-0   | Sliti 56e, Jaziri 77e, Msakni 80e 85e     |
| 5 juin 2022       | Francistown Sports Stadium, Francistown, Botswana   | Botswana           | QCAN 2023        | 0-0   | —                                         |
| 10 juin 2022      | Stade du parc Misaki, Kobe, Japon                   | Chili              | Coupe Kirin 2022 | 0-2   | Abdi 41e, Jebali 89e                      |
| 14 juin 2022      | Stade de Suita, Suita, Japon                        | Japon              | Coupe Kirin 2022 | 0-3   | Ben Romdhane 55e, Sassi 76e, Jebali 90+3e |
| 22 septembre 2022 | Stade Du Chemin De Ronde, Croissy-sur-Seine, France | Comores            | Match amical     | 0-1   | Khenissi 59e                              |
| 27 septembre 2022 | Parc des Princes, Paris, France                     | Brésil             | Match amical     | 5-1   | Talbi 18e                                 |
| 16 novembre 2022  | Stade Ahmad-ben-Ali, Al Rayyan, Qatar               | Iran               | Match amical     | 0-2   | Sliti 85e, Abdi 89e                       |
| 22 novembre 2022  | Stade Education City, Al Rayyan, Qatar              | Danemark           | CM 2022          | 0-0   | —                                         |
| 26 novembre 2022  | Stade Al-Janoub, Al Wakrah, Qatar                   | Australie          | CM 2022          | 0-1   | —                                         |
| 30 novembre 2022  | Stade Education City, Al Rayyan, Qatar              | France             | CM 2022          | 1-0   | Khazri 58e                                |

### Coupe d'Afrique des nations 2021
| Rang | Équipe     | Pts | J | G | N | P | Bp | Bc | Diff |  | Résultats  |  |   |   |   |
| ---- | ---------- | --- | - | - | - | - | -- | -- | ---- |  | ---------- |  | - | - | - |
| 1    | Mali       | 7   | 3 | 2 | 1 | 0 | 4  | 1  | +3   |  | Mali       |  | - | - | - |
| 2    | Gambie     | 7   | 3 | 2 | 1 | 0 | 3  | 1  | +2   |  | Gambie     |  |   | - | - |
| 3    | Tunisie    | 3   | 3 | 1 | 0 | 2 | 4  | 2  | +2   |  | Tunisie    |  |   |   | - |
| 4    | Mauritanie | 0   | 3 | 0 | 0 | 3 | 0  | 7  | -7   |  | Mauritanie |  |   |   |   |

Équipe qualifiée ou victorieuse ; Pts = points ; J = joués ; G = gagnés ; N = nuls ; P = perdus ;
Bp = buts pour ; Bc = buts contre ; Diff = différence de buts

## Classements

### Classement FIFA
Le tableau ci-dessous présente les coefficients mensuels de l'équipe de Tunisie publiés par la FIFA durant l'année 2021.
| Mois | Janvier | Février | Mars | Avril | Mai | Juin | Juillet | Août | Septembre | Octobre | Novembre | Décembre |
| Rang |         |         |      |       |     |      |         |      |           |         |          |          |

### Classement de la CAF
Le tableau ci-dessous présente les coefficients mensuels de l'équipe de Tunisie dans la CAF publiés par la FIFA durant l'année 2021.
| Mois | Janvier | Février | Mars | Avril | Mai | Juin | Juillet | Août | Septembre | Octobre | Novembre | Décembre |
| Rang |         |         |      |       |     |      |         |      |           |         |          |          |